# Naucz mnie tańczyć
Naucz mnie tańczyć – czwarty album studyjny polskiego piosenkarza Korteza. Wydawnictwo ukazało się 10 listopada 2023 roku nakładem wytwórni muzycznej Jazzboy Records w dystrybucji e-Muzyka. 
Płyta zadebiutowała na 2. miejscu polskiej listy sprzedaży – OLiS. Wydawnictwo uzyskało status podwójnej złotej płyty, przekraczając liczbę 15 tysięcy sprzedanych kopii.
13 lutego 2024 album został laureatem nagrody Bestsellery Empiku 2023 w kategorii: „muzyka pop”.
Pod względem muzycznym płyta łączy w sobie przede wszystkim pop i rock.

## Lista utworów
Opracowano na podstawie materiału źródłowego.
1. „Stąd do wieczności” – 5:59
2. „Nie było to pisane nam” – 5:20
3. „Gdy nie ma już mnie” – 4:19
4. „Mayday” – 3:55
5. „A co jeśli...” – 5:07
6. „Ziemia niczyja” – 3:46
7. „Znikam” – 4:52
8. „Naucz mnie tańczyć” – 4:49

## Notowania

### Pozycja na liście sprzedaży
| Kraj   | Lista         | Najwyższa pozycja |
| ------ | ------------- | ----------------- |
| Polska | OLiS – albumy | 2                 |

## Certyfikat
| Kraj          | Certyfikat  | Sprzedaż |
| ------------- | ----------- | -------- |
| Polska (ZPAV) | złota płyta | 15 000+  |

## Wyróżnienia
| Rok  | Konkurs                 | Kategoria  | Rezultat | Źr.   |
| ---- | ----------------------- | ---------- | -------- | ----- |
| 2024 | Bestsellery Empiku 2023 | Muzyka pop | Wygrana  | [ 6 ] |